# Mölders (Schiff)

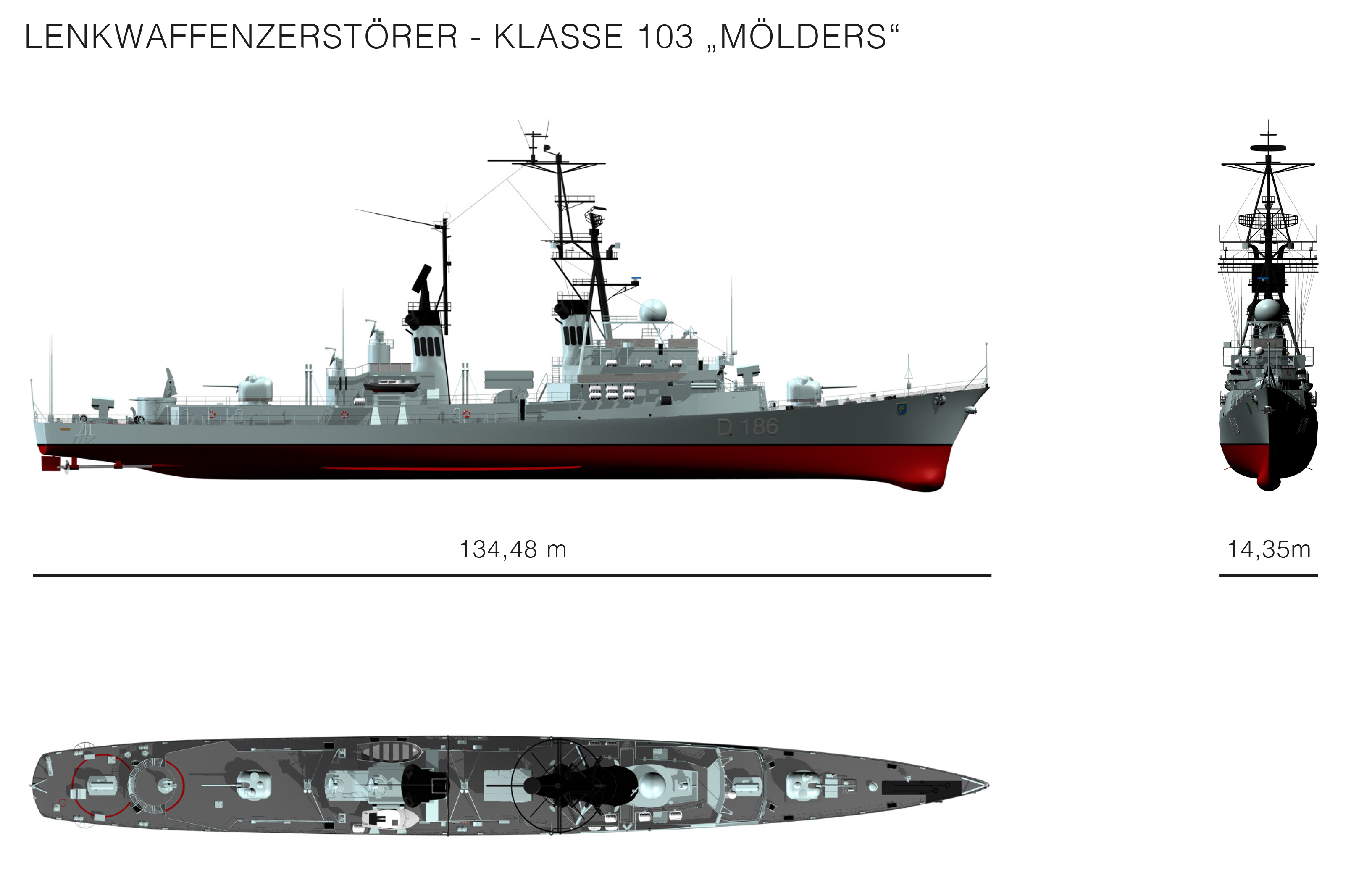
Dreiseitenansicht des Lenkwaffenzerstörers Mölders

Der Zerstörer Mölders war ein Kriegsschiff der Bundesmarine. Er wurde nach dem Luftwaffenoberst Werner Mölders benannt und als zweite Einheit der Lütjens-Klasse in Dienst gestellt. Er ist heute Teil der Ausstellung des Deutschen Marinemuseums in Wilhelmshaven.

## Geschichte
Auf der Helling der Bath Iron Works in Maine wurde am 12. April 1966 der Bau als DDG 29 begonnen. Die Taufe des Neubaus erfolgte am 13. April 1968 auf den Namen Mölders. Der Taufakt wurde durch die Mutter von Mölders, Anna Maria Mölders, vollzogen. Anschließend erfolgte der Stapellauf.
Der Zerstörer wurde am 20. September 1969 in Boston durch seinen ersten Kommandanten, Fregattenkapitän Günter Fromm, für das 1. Zerstörergeschwader in Kiel in Dienst gestellt. Der Zerstörer Mölders bekam bei der Indienststellung die Kennung D 186 und das Funkrufzeichen DBYC zugewiesen. Mit dem 1. Dezember 1981 wurde das Funkrufzeichen in DRAF geändert.
Von November 1977 bis April 1978 fand eine Modernisierung zur Klasse 103A statt. Der Umbau und die Ausrüstung zum Zerstörer der Klasse 103B erfolgte vom April 1982 bis zum Januar 1983. Im Jahre 1993 kamen dann die Starter für RIM-116 Rolling Airframe Missiles an Bord. Die Erprobung dieses neu integrierten Systems erfolgte ab Ende Mai 1994.

### Einsätze
Die Mölders nahm an zahlreichen Übungen der NATO teil, unter anderem regelmäßig als Bestandteil der ständigen Einsatzverbände der NATO im Atlantik (STANAVFORLANT) und im Mittelmeer (STANAVFORMED).
In der Nacht des 15. Dezember 1987 kam es auf der Rückfahrt von einem Einsatz im Mittelmeer während der Durchfahrt durch den Ärmelkanal zu einem Großbrand. In der Kombüse brach ein Feuer aus. Es breitete sich durch Kabelbahnen und Abluftschächte aus und war mit Bordmitteln nur schwer unter Kontrolle zu bekommen. Mit Unterstützung der im Verband begleitenden Schiffe konnte das Feuer gegen Morgen von der Besatzung eingedämmt und gelöscht werden. Die Mölders konnte anschließend aus eigener Kraft ihren Heimathafen Kiel anlaufen.
1992 fing die Mölders ein deutsches Frachtschiff, beladen mit tschechoslowakischen T-72-Panzern, im Mittelmeer ab – die erste Aktion solcher Art für die deutsche Bundesmarine. In der Operation Sharp Guard war sie an der Durchsetzung des Embargos gegen die Bundesrepublik Jugoslawien beteiligt.

### Verbleib
Nach 34 Dienstjahren wurde der Zerstörer Mölders am 28. Mai 2003 im Marinearsenal Wilhelmshaven außer Dienst gestellt, nachdem das Schiff bereits am 21. November 2002 außer Fahrbereitschaft genommen worden war.
Nachdem die ex Mölders zunächst in die Wehrtechnische Studiensammlung Koblenz des Bundes aufgenommen worden war, kam sie anschließend als Dauerleihgabe zum Deutschen Marinemuseum in Wilhelmshaven. Seit dem 24. Juni 2005 ist sie als schwimmendes Museumsexponat der Öffentlichkeit zugänglich.

## Schwesterschiffe
- Zerstörer Lütjens (D 185), vom 1. März 1966 bis zum 18. Dezember 2003 in Dienst.
- Zerstörer Rommel (D 187), vom 2. Mai 1970 bis zum 30. Juni 1999 in Dienst.

## Kommandanten

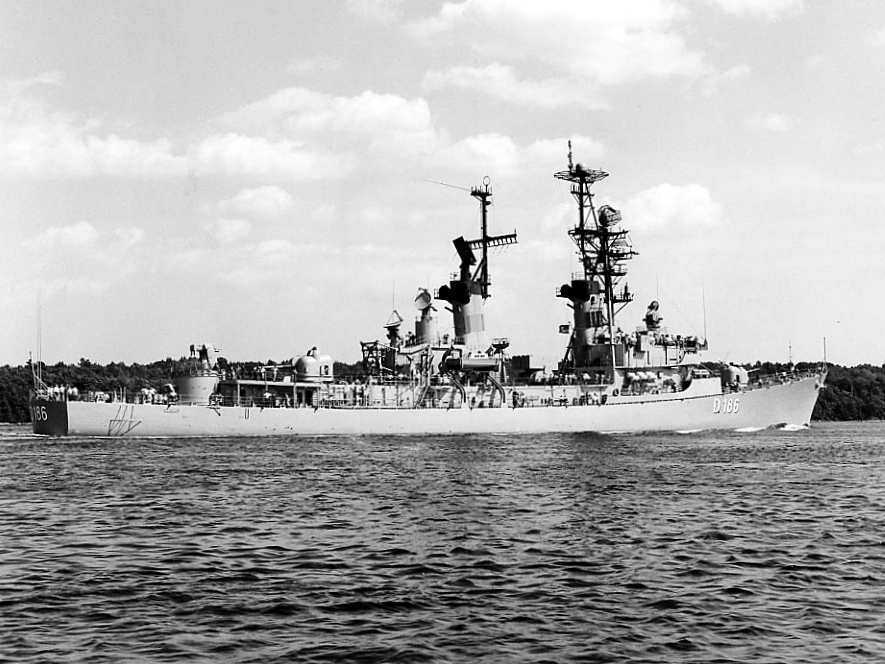
Mölders bei Werftprobefahrten (1969)

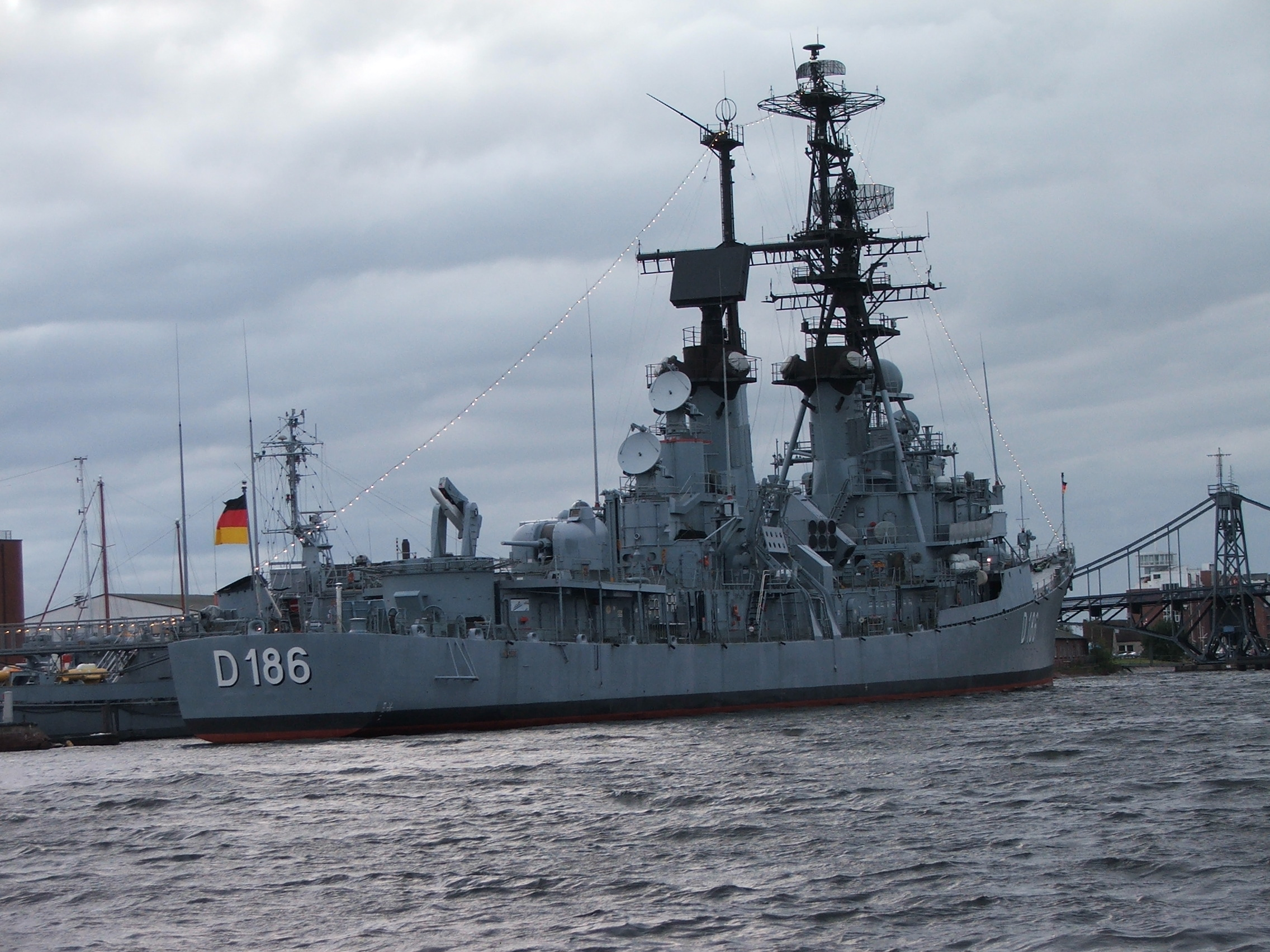
Museumsschiff Mölders (2009)

| von           | bis           | Dienstgrad       | Name                     | Bemerkungen   |
| ------------- | ------------- | ---------------- | ------------------------ | ------------- |
| 20. Sep. 1969 | 2. Juni 1971  | Kapitän zur See  | Günther Fromm            |               |
| 3. Juni 1971  | 8. Sep. 1972  | Kapitän zur See  | Ernst-Ludwig Wetters     |               |
| 9. Sep. 1972  | 1. Okt. 1972  | Kapitän zur See  | Dieter Ehrhardt          | in Vertretung |
| 1. Okt. 1972  | 30. Jan. 1975 | Kapitän zur See  | Hans-Joachim Mann        |               |
| 31. Jan. 1975 | 30. Sep. 1977 | Fregattenkapitän | Sigurd Hess              |               |
| 1. Okt. 1977  | 30. Sep. 1980 | Kapitän zur See  | Günther Pirschl          |               |
| 1. Okt. 1980  | 30. Sep. 1983 | Kapitän zur See  | Dieter Czerny            |               |
| 1. Okt. 1983  | 22. Aug. 1985 | Kapitän zur See  | Fritz Noblé              |               |
| 23. Aug. 1985 | 30. Sep. 1986 | Fregattenkapitän | Horst Rehse              |               |
| 1. Okt. 1986  | 27. Sep. 1988 | Fregattenkapitän | Gerhard Martin Eichhorst |               |
| 27. Sep. 1988 | 4. Okt. 1990  | Fregattenkapitän | Hartmut Trimpler         |               |
| 4. Okt. 1990  | 7. Okt. 1993  | Fregattenkapitän | Hubertus von Puttkamer   |               |
| 7. Okt. 1993  | 5. Sep. 1995  | Fregattenkapitän | Peter Heinzmann          |               |
| 5. Sep. 1995  | 27. Jan. 1998 | Fregattenkapitän | Frank Signus             |               |
| 27. Jan. 1998 | 14. Apr. 2000 | Fregattenkapitän | Dirk Alex Koch           |               |
| 14. Apr. 2000 | 30. Juni 2001 | Fregattenkapitän | Joachim Rühle            |               |
| 26. Juni 2001 | 28. Mai 2003  | Fregattenkapitän | Michael Gemein           |               |